# المیرا رفیع‌زاده
المیرا رفیع‌زاده (زادهٔ ۱۹۸۱ میلادی) بازیگر ایرانی‌الاصل اهل آلمان است.
او در سن ۵ سالگی و در جریان جنگ ایران و عراق به همراه والدینش به آلمان مهاجرت کرد و دانش‌آموختهٔ مرکز بازیگری کلن است.
از فیلم‌ها یا مجموعه‌های تلویزیونی که وی در آن‌ها نقش داشته است، می‌توان به تابوی تهران و پرونده‌ای برای دو نفر اشاره نمود.